# Шиманд (Арад)
Шиманд (рум. Şimand) насеље је и општина у Румунији у жупанији Арад. Oпштина се налази на надморској висини од 98 m.

## Историја
У Шиманду су половином 18. века живели Срби. То је граничарско насеље подређено арадском капетану. Милитарски шанац Шиманд укинут је 1746. године, а што је условило масовно исељавање Срба граничара, пре свега у Русију. Године 1749. ту се налазио спахилук Димитрија Чарнојевића, који ће се после његове смрти, премештати са епископа на епископа; са Видака на Путника. Године 1833. Григорије Бернхард је био нови земљедржац Шиманда.
Чарнојевић је умро 1759. године и сахрањен је у шимандској цркви, својој задужбини. Ta православна црква Св. Николе у Шиманду је освећена пре 1749. године, а у њој је иконостас, рад Стефана Тенецког. У цркви са леве стране пред олтаром је и спомен-обележје епископу Јосифу от Путнику, који је био рођен у Шиманду 1777. године. Владика Јосиф Путник је дошао у Шиманд 1830. године, својој кућиSIRUTA код мајке, и ту је убрзо умро. Био је он синовац српског митрополита Мојсеја Путника.
Српска школа је ту отворена 1754. године.
Претплатници једне српске медицинске књиге били су 1830. године: Георгије Бернат провизор (имања) епископа Путника и Пантелејмон Рожа трговац из Шиманда.
Почетком 20. века Шиманд је насеље у Кишјеневском срезу, Арадске жупаније, у којем живе само два Србина.

## Становништво
Према подацима из 2002. године у насељу је живело 4144 становника.

### Попис2002.
| Расподела становништва по националности 2002.‍ | Расподела становништва по националности 2002.‍ | Расподела становништва по националности 2002.‍ | Расподела становништва по националности 2002.‍ | Расподела становништва по националности 2002.‍ |
| --------------------------------------------- | --------------------------------------------- | --------------------------------------------- | --------------------------------------------- | --------------------------------------------- |
|                                               |                                               |                                               |                                               |                                               |
| Румуни                                        | Румуни                                        |                                               | 3.615                                         | 87,3%                                         |
| Мађари                                        | Мађари                                        |                                               | 197                                           | 4,8%                                          |
| Роми                                          | Роми                                          |                                               | 294                                           | 7,1%                                          |
| Немци                                         | Немци                                         |                                               | 37                                            | 0,9%                                          |

### Хронологија
| Година       | 1992 | 1993 | 1994 | 1995 | 1996 | 1997 | 1998 | 1999 | 2000 | 2001 | 2002 | 2003 | 2004 | 2005 | 2006 | 2007 | 2008 | 2009 | 2010 | 2011 | 2012 | 2013 | 2014 | 2015 | 2016 | 2017 |
| ------------ | ---- | ---- | ---- | ---- | ---- | ---- | ---- | ---- | ---- | ---- | ---- | ---- | ---- | ---- | ---- | ---- | ---- | ---- | ---- | ---- | ---- | ---- | ---- | ---- | ---- | ---- |
| Становништво | 4128 | 4118 | 4093 | 4065 | 4031 | 4021 | 4071 | 4075 | 4053 | 4110 | 4174 | 4252 | 4290 | 4312 | 4316 | 4340 | 4368 | 4362 | 4389 | 4405 | 4408 | 4447 | 4453 | 4413 | 4455 | 4426 |